# Chendytes lawi
Chendytes lawi (лат.) — вымерший вид птиц семейства утиных.
Это была морская птица размером с гуся. Её уменьшенные крылья не позволяли ей летать, однако были полезны при нырянии в воду. Жила на тихоокеанском побережье Северной Америки. Остатки птицы найдены в прибрежных отложениях Калифорнии и на островах Чаннел. Вид жил во время плейстоцена, вымер в середине голоцена, около 450—250 лет до нашей эры. Археологические данные свидетельствуют, что вид был объектом охоты людей. Вероятными причинами его исчезновения были охота, хищничество животных и потеря среды обитания.